# Nuevos Jeneros i Especies
Nuevos Jeneros i Especies (abreviado Nuev. Jen. Esp.) es un libro con ilustraciones y descripciones botánicas que fue escrito por el botánico, explorador, y médico colombiano; José Jerónimo Triana. fue publicado en Bogotá en el año 1855 con el nombre de Nuevos Jeneros i Especies de Plantas Para la Flora Neo-granadina.
Hermann Karsten fue coautor en la descripción de nuevos taxones.